# سباستین جروایس
سباستین جروایس (انگلیسی: Sébastien Gervais؛ زادهٔ ۲ دسامبر ۱۹۷۶) بازیکن فوتبال اهل فرانسه است.
از باشگاه‌هایی که در آن بازی کرده‌است می‌توان به باشگاه فوتبال نیم المپیک اشاره کرد.